# Anna Dąbrowska (lekkoatletka)
Anna Maria Dąbrowska (ur. 9 maja 1959) – polska lekkoatletka, specjalizująca się w skoku wzwyż, medalistka mistrzostw Polski, rekordzistka Polski.

## Kariera sportowa
Była zawodniczką Piasta Gliwice.
W 1977 została wicemistrzynią Polski seniorek na otwartym stadionie w skoku wzwyż.
8 sierpnia 1976 poprawiła wynikiem 1,83 rekord Polski w skoku wzwyż (rekord ten wyrównała następnie 29 maja 1977). 30 stycznia 1977 poprawiła wynikiem 1,81 halowy rekord Polski w skoku wzwyż.
Rekord życiowy w skoku wzwyż: 1,85 (4.09.1977).